# Tổng lý Quốc vụ viện Cộng hòa Nhân dân Trung Hoa
Tổng lý Quốc vụ viện Cộng hòa Nhân dân Trung Hoa, thường được gọi là Tổng lý Quốc vụ viện hoặc thủ tướng Trung Quốc, là người đứng đầu chính phủ của Trung Quốc. Chức vụ tổng lý được thành lập vào năm 1911, nhưng chức vụ hiện tại được thiết lập vào năm 1954. Tổng lý Quốc vụ viện đứng thứ ba trong hệ thống chính trị Trung Quốc sau Tổng Bí thư Đảng Cộng sản Trung Quốc và Chủ tịch nước Trung Quốc và là chức danh cấp chính quốc gia, cấp cao nhất trong chính quyền trung ương.
Tổng lý Quốc vụ viện triệu tập và chủ trì phiên họp toàn thể, phiên họp thường vụ của Quốc vụ viện và lãnh đạo công tác của Quốc vụ viện. Tổng lý ký văn bản hành chính do Quốc vụ viện ban hành và ký lệnh phê chuẩn việc bổ nhiệm, miễn nhiệm các chức danh cấp thứ trưởng của Quốc vụ viện, đặc khu trưởng Hồng Kông và đặc khu trưởng Ma Cao. Bốn phó tổng lý và các ủy viên quốc vụ giúp tổng lý thực hiện nhiệm vụ. Trong hệ thống chính trị của Trung Quốc, tổng lý thường được cho là người chịu trách nhiệm quản lý kinh tế.
Tổng lý do Đại hội đại biểu nhân dân toàn quốc bầu và chịu trách nhiệm trước Đại hội đại biểu nhân dân toàn quốc và Ủy ban thường vụ. Nhiệm kỳ của tổng lý theo nhiệm kỳ của Đại hội đại biểu nhân dân toàn quốc và tổng lý không được giữ chức vụ quá hai nhiệm kỳ liên tiếp. Kể từ khi thành lập nước Cộng hòa Nhân dân Trung Hoa vào năm 1949, mọi tổng lý đều là ủy viên Ban Thường vụ Bộ Chính trị Đảng Cộng sản Trung Quốc, ngoại trừ trong thời kỳ chuyển tiếp. Tổng lý đương nhiệm là Lý Cường, nhậm chức vào ngày 11 tháng 3 năm 2023.

## Lịch sử
Vào đầu thập niên 1900, nhà Thanh tiến hành cải cách nhằm củng cố triều đình trước bối cảnh bành trướng của các đế quốc phương Tây. Năm 1908, Từ Hi Thái hậu ban hành Khâm định hiến pháp đại cương, quy định các cuộc bầu cử hội đồng tỉnh phải được tổ chức chậm nhất là một năm. Tháng 5 năm 1911, triều đình thay thế Quân cơ xứ bằng nội các gồm mười ba thành viên do Thân vương Dịch Khuông đứng đầu với tư cách là Nội các Tổng lý đại thần. Tuy nhiên, nội các có chín người Mãn mà bảy người là thành viên hoàng tộc Ái Tân Giác La, nên bị dân chúng chỉ trích là "Nội các Hoàng tộc" và từng bị mô tả là "Quân cơ xứ mượn danh nội các, chuyên quyền mượn danh lập hiến".
Khi Khởi nghĩa Vũ Xương nổ ra vào tháng 11 năm 1911, triều đình triệu tập Viên Thế Khải đến chỉ huy Quân Bắc Dương đàn áp cách mạng. Ngày 2 tháng 11 năm 1911, ông được bổ nhiệm làm Nội các Tổng lý đại thần, ngay sau khi Dịch Khuông từ chức. Ông giữ chức vụ cho đến tháng 3 năm 1912, khi ông thuyết phục Long Dụ Hoàng thái hậu thay mặt Phổ Nghi ban hành chiếu thoái vị, chấm dứt triều đại nhà Thanh. Chức vụ Nội các tổng lý đại thần được khôi phục một vài ngày vào tháng 7 năm 1917 khi Trương Huân chiếm Bắc Kinh, lập Phổ Nghi làm hoàng đế trước khi Bắc Kinh bị lực lượng Trung Hoa Dân Quốc tái chiếm.
Sau Cách mạng Tân Hợi, chức vụ tổng lý Nội các (內閣總理) được thiết lập vào năm 1912. Chức vụ được đổi tên thành quốc vụ khanh (國務卿) vào năm 1914, sau đó thành tổng lý quốc vụ (國務總理) vào năm 1916 trong Chính phủ Bắc Dương. Năm 1928, Chính phủ Quốc dân thiết lập Hành chính viện, viện trưởng Hành chính viện trở thành người đứng đầu chính phủ. Chức vụ này được chính thức thành lập vào năm 1947 sau khi Hiến pháp Trung Hoa Dân Quốc được ban hành. Sau Nội chiến Trung Quốc, chức vụ viện trưởng Hành chính viện bị bãi bỏ ở Trung Quốc đại lục, nhưng tiếp tục tồn tại ở Đài Loan.

### Cộng hòa Nhân dân Trung Hoa
Ngày 29 tháng 9 năm 1949, chức vụ tổng lý Chính vụ viện Chính phủ nhân dân trung ương được thành lập theo Luật Tổ chức Chính phủ nhân dân trung ương do Hội nghị hiệp thương chính trị nhân dân Trung Quốc thông qua. Chu Ân Lai được bổ nhiệm làm tổng lý sau khi nước Cộng hòa Nhân dân Trung Hoa được thành lập vào ngày 1 tháng 10 năm 1949. Hiến pháp năm 1954 chính thức thành lập chức vụ tổng lý Quốc vụ viện Cộng hòa Nhân dân Trung Hoa.
Từ thập niên 1980, đã có sự phân chia trách nhiệm giữa tổng lý và tổng bí thư Đảng Cộng sản Trung Quốc: tổng lý chịu trách nhiệm quản lý kinh tế và thực hiện chính sách trong khi tổng bí thư chịu trách nhiệm quyết định chính sách. Tuy nhiên, các nhà quan sát cho rằng dưới thời Tổng Bí thư Đảng Cộng sản Trung Quốc Tập Cận Bình, quyền hạn quản lý kinh tế của tổng lý đã suy giảm đáng kể.
Theo truyền thống, tổng lý do các ủy viên Bộ Chính trị Đảng Cộng sản Trung Quốc đương nhiệm và các ủy viên Bộ Chính trị khóa cũ thống nhất lựa chọn như một phần của việc xác định thành phần Ban Thường vụ Bộ Chính trị khóa mới. Tổng lý thường được chọn trong số phó tổng lý. Tuy nhiên, thông lệ này thay đổi dưới thời Tập Cận Bình: Lý Cường, tổng lý đương nhiệm, chưa bao giờ giữ chức phó tổng lý.

## Bổ nhiệm
Tổng lý Quốc vụ viện do Đại hội đại biểu nhân dân toàn quốc bầu theo đề cử của chủ tịch nước. Tổng lý cũng có thể bị Đại hội đại biểu nhân dân toàn quốc miễn nhiệm. Trên thực tế, tổng lý được chọn trong số lãnh đạo Đảng Cộng sản Trung Quốc, bao gồm ủy viên Ban Thường vụ Bộ Chính trị.
Nhiệm kỳ của Quốc vụ viện theo nhiệm kỳ của Đại hội đại biểu nhân dân toàn quốc và tổng lý Quốc vụ viện không được giữ chức vụ quá hai nhiệm kỳ liên tiếp. Ngay sau khi tổng lý được bầu, chủ tịch nước sẽ ký lệnh chính thức bổ nhiệm tổng lý. Từ năm 2018, tổng lý phải tuyên thệ nhậm chức theo hiến pháp.

## Nhiệm vụ và quyền hạn
Tổng lý là chức danh hành chính cao nhất trong chính phủ Trung Quốc. Tổng lý là người đứng đầu Quốc vụ viện và chịu trách nhiệm tổ chức, quản lý bộ máy hành chính nhà nước Trung Quốc. Ví dụ: tổng lý lập và thực hiện kế hoạch phát triển kinh tế - xã hội, ngân sách nhà nước. Tổng lý luôn là ủy viên Ban Thường vụ Bộ Chính trị Đảng Cộng sản Trung Quốc.
Nhiệm vụ của tổng lý bao gồm giám sát hoạt động của các bộ, ban, ủy ban và cơ quan nhà nước. Tổng lý có quyền trình Đại hội đại biểu nhân dân toàn quốc hoặc Ủy ban thường vụ quyết định thành lập, sáp nhập hoặc giải thể các bộ. Tổng lý đề nghị Đại hội đại biểu nhân dân toàn quốc bầu phó tổng lý, ủy viên Quốc vụ, bộ trưởng và tổng thư ký Quốc vụ viện. Các phó tổng lý giúp tổng lý thực hiện nhiệm vụ. Phó tổng lý thứ nhất giữ quyền tổng lý trong trường hợp khuyết tổng lý.
Tổng lý triệu tập và chủ trì phiên họp toàn thể, phiên họp thường vụ của Quốc vụ viện. Tham gia phiên họp thường vụ có tổng lý, phó tổng lý, các ủy viên Quốc vụ và tổng thư ký Quốc vụ viện. Phiên họp thường vụ được triệu tập mỗi tháng hai hoặc ba lần và có thể được triệu tập bất thường nếu cần thiết. Tổng lý phê duyệt việc Quốc vụ viện đề xuất kiến nghị trước Đại hội đại biểu nhân dân toàn quốc và Ủy ban thường vụ và ký ban hành, bãi bỏ văn bản hành chính của Quốc vụ viện. Tổng lý trình bày báo cáo công tác của Chính phủ tại kỳ họp thường lệ của Đại hội đại biểu nhân dân toàn quốc.(tr61–62) Tổng lý cũng ký lệnh phê chuẩn việc bổ nhiệm, miễn nhiệm các chức danh Quốc vụ viện cấp thứ trưởng, đặc khu trưởng Hồng Kông và đặc khu trưởng Ma Cao.
Tổng lý không có quyền chỉ huy Quân Giải phóng Nhân dân, nhưng thường là chủ tịch Ủy ban động viên quốc phòng quốc gia, một bộ phận của lực lượng vũ trang. Tổng lý ban bố lệnh thiết quân luật ở các đơn vị hành chính dưới các đơn vị hành chính cấp tỉnh căn cứ quyết định của Quốc vụ viện; Tổng lý Lý Bằng dùng thẩm quyền này để ra lệnh thiết quân luật ở một số khu vực của Bắc Kinh và ra lệnh Quân Giải phóng nhân dân đàn áp các cuộc biểu tình trong Sự kiện Thiên An Môn.

## Danh sách tổng lý Quốc vụ viện Cộng hòa Nhân dân Trung Hoa
| Số                                                  | Khoá                                                | Hình                                                | Họ tên                                              | Nhậm chức                                           | Mãn nhiệm                                           | Chính vụ viện / Chính phủ                                 | Nguyên thủ quốc gia                                 | Đảng                                                |
| Tổng lý Chính vụ viện Chính phủ nhân dân trung ương | Tổng lý Chính vụ viện Chính phủ nhân dân trung ương | Tổng lý Chính vụ viện Chính phủ nhân dân trung ương | Tổng lý Chính vụ viện Chính phủ nhân dân trung ương | Tổng lý Chính vụ viện Chính phủ nhân dân trung ương | Tổng lý Chính vụ viện Chính phủ nhân dân trung ương | Tổng lý Chính vụ viện Chính phủ nhân dân trung ương       | Tổng lý Chính vụ viện Chính phủ nhân dân trung ương | Tổng lý Chính vụ viện Chính phủ nhân dân trung ương |
| --------------------------------------------------- | --------------------------------------------------- | --------------------------------------------------- | --------------------------------------------------- | --------------------------------------------------- | --------------------------------------------------- | --------------------------------------------------------- | --------------------------------------------------- | --------------------------------------------------- |
| 1                                                   | 1                                                   |                                                     | Chu Ân Lai                                          | 1 tháng 10 năm 1949                                 | 27 tháng 9 năm 1954                                 | Chính phủ nhân dân trung ương                             | Mao Trạch Đông                                      | Đảng Cộng sản Trung Quốc                            |
| Tổng lý Quốc vụ viện Cộng hòa Nhân dân Trung Hoa    |                                                     |                                                     |                                                     |                                                     |                                                     |                                                           |                                                     |                                                     |
| 1                                                   | 1                                                   |                                                     | Chu Ân Lai                                          | 27 tháng 9 năm 1954                                 | 27 tháng 4 năm 1959                                 | Chính phủ Chu Ân Lai khoá I                               | Mao Trạch Đông                                      | Đảng Cộng sản Trung quốc                            |
| 1                                                   | 2                                                   | 27 tháng 4 năm 1959                                 | Chu Ân Lai                                          | 4 tháng 1 năm 1965                                  | Chính phủ Chu Ân Lai khoá II                        | Lưu Thiếu Kỳ                                              |                                                     | Đảng Cộng sản Trung quốc                            |
| 1                                                   | 3                                                   | 4 tháng 1 năm 1965                                  | Chu Ân Lai                                          | 17 tháng 1 năm 1975                                 | Chính phủ Chu Ân Lai khoá III                       | Lưu Thiếu Kỳ → Khuyết → Đổng Tất Vũ (quyền chủ tịch nước) |                                                     | Đảng Cộng sản Trung quốc                            |
| 1                                                   | 4                                                   | 17 tháng 1 năm 1975                                 | Chu Ân Lai                                          | 8 tháng 1 năm 1976                                  | Chính phủ Chu Ân - Hoa Quốc Phong                   | Chu Đức                                                   |                                                     | Đảng Cộng sản Trung quốc                            |
| 2                                                   | 4                                                   |                                                     | Hoa Quốc Phong                                      | 2 tháng 2 năm 1976                                  | Chính phủ Chu Ân - Hoa Quốc Phong                   | 7 tháng 4 năm 1976                                        | Chu Đức → Khuyết                                    | Đảng Cộng sản Trung quốc                            |
| 2                                                   | 4                                                   | 7 tháng 4 năm 1976                                  | Hoa Quốc Phong                                      | 5 tháng 3 năm 1978                                  | Chính phủ Chu Ân - Hoa Quốc Phong                   |                                                           | Chu Đức → Khuyết                                    | Đảng Cộng sản Trung quốc                            |
| 2                                                   | 5                                                   | 5 tháng 3 năm 1978                                  | Hoa Quốc Phong                                      | 10 tháng 9 năm 1980                                 | Chính phủ Hoa Quốc Phong - Triệu Tử Dương           | Diệp Kiếm Anh                                             |                                                     | Đảng Cộng sản Trung quốc                            |
| 3                                                   | 5                                                   |                                                     | Triệu Tử Dương                                      | 10 tháng 9 năm 1980                                 | Chính phủ Hoa Quốc Phong - Triệu Tử Dương           | Diệp Kiếm Anh                                             | 18 tháng 6 năm 1983                                 | Đảng Cộng sản Trung quốc                            |
| 3                                                   | 6                                                   | 18 tháng 6 năm 1983                                 | Triệu Tử Dương                                      | 24 tháng 11 năm 1987                                | Chính phủ Triệu Tử Dương khoá I                     | Lý Tiên Niệm                                              |                                                     | Đảng Cộng sản Trung quốc                            |
| 4                                                   | 6                                                   |                                                     | Lý Bằng                                             | 24 tháng 11 năm 1987                                | Chính phủ Triệu Tử Dương khoá I                     | Lý Tiên Niệm                                              | 13 tháng 4 năm 1988                                 | Đảng Cộng sản Trung quốc                            |
| 4                                                   | 7                                                   | 13 tháng 4 năm 1988                                 | Lý Bằng                                             | 31 tháng 3 năm 1993                                 | Chính phủ Lý Bằng khoá I                            | Dương Thượng Côn                                          |                                                     | Đảng Cộng sản Trung quốc                            |
| 4                                                   | 8                                                   | 31 tháng 3 năm 1993                                 | Lý Bằng                                             | 17 tháng 3 năm 1998                                 | Chính phủ Lý Bằng khoá II                           | Giang Trạch Dân                                           |                                                     | Đảng Cộng sản Trung quốc                            |
| 5                                                   | 9                                                   |                                                     | Chu Dung Cơ                                         | 17 tháng 3 năm 1998                                 | 16 tháng 3 năm 2003                                 | Giang Trạch Dân                                           | Chính phủ Chu Dung Cơ                               | Đảng Cộng sản Trung quốc                            |
| 6                                                   | 10                                                  |                                                     | Ôn Gia Bảo                                          | 16 tháng 3 năm 2003                                 | 16 tháng 3 năm 2008                                 | Chính phủ Ôn Gia Bảo khoá I                               | Hồ Cẩm Đào                                          | Đảng Cộng sản Trung quốc                            |
| 6                                                   | 11                                                  | 16 tháng 3 năm 2008                                 | Ôn Gia Bảo                                          | 16 tháng 3 năm 2013                                 | Chính phủ Ôn Gia Bảo khoá II                        |                                                           | Hồ Cẩm Đào                                          | Đảng Cộng sản Trung quốc                            |
| 7                                                   | 12                                                  |                                                     | Lý Khắc Cường                                       | 15 tháng 3 năm 2013                                 | 18 tháng 3 năm 2018                                 | Chính phủ Lý Khắc Cường khoá I                            | Tập Cận BÌnh                                        | Đảng Cộng sản Trung quốc                            |
| 7                                                   | 13                                                  | 18 tháng 3 năm 2018                                 | Lý Khắc Cường                                       | 11 tháng 3 năm 2023                                 | Chính phủ Lý Khắc Cường khoá II                     |                                                           | Tập Cận BÌnh                                        | Đảng Cộng sản Trung quốc                            |
| 8                                                   | 14                                                  |                                                     | Lý Cường                                            | 11 tháng 3 năm 2023                                 | Đương nhiệm                                         | Chính phủ Lý Cường                                        | Tập Cận BÌnh                                        | Đảng Cộng sản Trung quốc                            |